# Історія освоєння мінеральних ресурсів Молдови
Історія освоєння мінеральних ресурсів Молдови
Використання мінеральних ресурсів на території країни відомо з палеоліту. Останки житла з каменя та глини, знаряддя з кременистих утворень знайдені на півночі Молдови (гроти Старі Дуруітори, Вихватинці, Рашків). З епохою мезоліту пов'язані знахідки шліфованих виробів з вапняків та пісковиків, зразків кераміки (середнє Придністров'я). В часи розвитку Трипільської культури (IV тис. до н.е) в Дністровсько-Карпатських землях виявлені численні вироби кераміки з місцевих глин і сланців, наземні споруди з вапняку. На півночі країни винайдені каменоломні та гірничі виробки, пройдені у вапняках, які датують початком I тис. до н.е
До раннього середньовіччя відносять численні підземні споруди (штучні печери, галереї) та каменоломні середнього Придністров'я (селища Требужени, Морова та інші). Археологічні дані свідчать про широкий розвиток у XII—XV ст. гончарного промислу, що базувався на місцевій сировині. Перші письмові свідчення про розробку нафтових родовищ датуються 1440 р. (родовище Лукечешті). Вапняк, що виходить на поверхню в долинах річок Чорна, Реут, Рибниця, видобували як для місцевого ринку, так і для вивозу в Україну.
Надалі гірнича промисловість базувалась на видобутку будівельних матеріалів. Нині нерудні і будівельні корисні копалини в Молдові розробляють на близько 110 родовищах. Видобувають вапняк, кварцит, кремінь, бентоніт, глину, крейду, гіпс, облицювальний камінь, щебінь, будівельні піски, гравій.
У країні виявлені непромислові родовища нафти, природного газу, бурого вугілля і залізних руд. Поширені мінеральні води.